# Berat (Vorname)
Berat ist ein türkischer männlicher und weiblicher Vorname arabischer Herkunft, sowie ein albanischer männlicher Vorname.
Der Name Berat stammt zum einen von der albanischen Stadt Berat ab, deren Name eine Verschleifung der vorosmanischen slawischen Bezeichnung Beligrad ist (protoslawisch *bělъ = weiß, *gordъ = Burg, Stadt); in der Türkei spielt zum anderen bei der Bedeutungswahrnehmung die Berat Kandili, die Nacht der Vergebung, eine wichtige Rolle.
Berat war 2010 der am sechsthäufigsten vergebene männliche Vorname in der Türkei.

## Namensträger
- Berat Aktepe (* 1989), türkischer Eishockeyspieler
- Berat Albayrak (* 1978), türkischer Geschäftsmann und Politiker
- Berat Çetinkaya (* 1991), türkischer Fußballspieler
- Berat Demirbuğa (* 1997), türkischer Fußballspieler
- Berat Djimsiti (* 1993), albanisch-schweizerischer Fußballspieler
- Berat Genç (* 1993), türkischer Fußballspieler
- Berat Luş (* 2007), türkischer Fußballspieler
- Berat Özdemir (* 1998), türkischer Fußballspieler
- Berat Efe Parlar (* 2004), türkischer Schauspieler
- Berat Sadik (* 1986), finnischer Fußballspieler mazedonisch-albanischer Herkunft
- Berat Şahiner (* 1997), türkischer Fußballspieler
- Berat Tosun (* 1994), türkischer Fußballspieler
- Berat Yenilmez (* 1970), türkischer Schauspieler